# Porto da Praia
Porto da Praia är en vik i Kap Verde.   Den ligger i kommunen Praia, i den södra delen av landet.